# Paul Speccott
Paul Speccott (* um 1600; † vor 26. Oktober 1644) war ein englischer Politiker, der mindestens viermal als Abgeordneter für das House of Commons gewählt wurde.

## Herkunft und Jugend
Paul Speccott entstammte der Familie Speccott, einer Familie der Gentry aus Devon. Er war der zweite Sohn von Sir John Speccott aus Thornbury und dessen ersten Frau Elizabeth Edgcumbe. Auch als jüngerer Sohn erhielt Paul eine sorgfältige Ausbildung. Ab 1614 studierte er zusammen mit seinem älteren Bruder Peter an der Universität Oxford und ab 1616 am Inner Temple in London. Im Gegensatz zu seinem Bruder erhielt er 1619 die Erlaubnis für eine dreijährige Auslandsreise.

## Politische Tätigkeit
1622 diente Speccott als Under-Sheriff, als sein Vater als Sheriff von Cornwall diente. Dabei erpresste er £ 150 von John Perryman, doch wegen der Generalamnestie anlässlich der Krönung von Karl I. wurde er dafür nicht weiter belangt. Durch den Einfluss seines Vaters und durch weitere verwandtschaftliche Beziehungen wurde er bei den Unterhauswahlen 1624 als Abgeordneter für East Looe, 1625 für Newport, 1626 für Bossiney und 1628 erneut für East Looe gewählt. Im House of Commons schien er aber kaum tätig gewesen zu sein. Nachdem der König zwölf Jahre lang kein Parlament mehr einberufen hatte, wurde Speccott möglicherweise bei den Wahlen zum sogenannten Kurzen Parlament im Mai 1640 wieder als Abgeordneter für Newport gewählt, was jedoch nicht sicher belegt ist. Bei den Wahlen zum Langen Parlament im selben Jahr kandidierte er jedoch nicht. Im wenig später beginnenden Englischen Bürgerkrieg unterstützte Speccott als Royalist den König, während sein Vater und sein Bruder Peter auf der Seite des Parlaments standen. Speccott stellte mit ein Aufgebot für den König auf, doch inwieweit er an Kampfhandlungen beteiligt war, ist unbekannt. Da er seinen Vater in seinem Testament vom 8. Mai 1643 zu einem seiner Testamentsvollstrecker ernannte, kann das Zerwürfnis innerhalb der Familie nicht zu groß gewesen sein.

## Aufbau eines eigenen Grundbesitzes
Nachdem er bereits als Abgeordneter gewählt worden war, erhielt Speccott vor 1627 zusammen mit Sir Robert Killigrew kleinere Besitzungen des Duchy of Cornwall, womit er zu einem kleinen Grundbesitzer aufstieg. 1629 überließ sein Vater ihm Penheale Manor bei Egloskerry in Cornwall, das er 1620 wohl schon in der Absicht erworben hatte, es seinem jüngeren Sohn zu überlassen. Um die Zeit von Paul Speccotts erster Heirat um 1635 überließ ihm sein Vater weiteren Landbesitz. In Penheale ließ Paul Speccott verschiedene Umbauten vornehmen und um 1636 das Torhaus errichten. Er wurde am 26. Oktober 1644 begraben. In der St Keri's Church in Egloskerry erinnert ein Grabdenkmal an ihn.

## Familie und Nachkommen
Speccott hatte um 1635 Grace Halswell, eine Tochter von Robert Halswell aus Halswell in Somerset geheiratet. Sie starb bereits im November 1636 im Kindbett. In zweiter Ehe heiratete Speccott Dorothy Wise († 1691), eine Tochter von Christopher Wise aus Totnes und dessen Frau Emeline. Emeline Wise hatte nach dem Tod ihres ersten Mannes 1628 Speccotts Vater geheiratet und war damit nicht nur seine Stief-, sondern auch seine Schwiegermutter. Mit seiner zweiten Frau Dorothy hatte Speccott einen Sohn und eine Tochter, darunter John Speccot (um 1641–1678), der sein Erbe wurde. Seine Witwe heiratete im April 1647 erneut.